# Zygmunt Ajdukiewicz
Zygmunt Ajdukiewicz (22 tháng 1 năm 1861 - 29 tháng 4 năm 1917) là một họa sĩ theo chủ nghĩa hiện thực người Ba Lan vào cuối thế kỷ 19. Tác phẩm của ông thường xoay quanh các bực chân dung, tranh vẽ đời sống hàng ngày và tranh lịch sử.
Ajdukiewicz sinh ra và lớn lên ở khu vực Áo của Ba Lan bị phân chia. Dù định cư tại đây sau khi hoàn thành việc học, nhưng người họa sĩ vẫn giữ mối liên hệ khăng khít với quê hương của mình. Khi ở Vienna, ông đã vẽ minh họa cho cuốn tiểu thuyết sử thi Trận lụt lớn (Potop) của tiểu thuyết gia người Ba Lan đoạt giải Nobel Henryk Sienkiewicz.

## Tiểu sử
Ajdukiewicz sinh ra tại Witkowice gần Tarnobrzeg, phía đông nam Ba Lan. Ban đầu ông học hội họa tại Học viện Mỹ thuật Kraków. Từ năm 1880 đến năm 1882, ông học tại Học viện Vienna và sau đó, năm 1883, ông theo học tại Học viện Munich. Dưới sự hướng dẫn của Johann Herterich, ông dần có sự liên kết với chủ nghĩa tự nhiên Trường phái Munich. Ông định cư lâu dài ở Vienna vào năm 1885 với tư cách là danh họa của hoàng gia  Áo, nơi ông còn được gọi là Zygismund hoặc Sigismund von Ajdukiewicz. Năm 1893, ông đến Paris. Khi trở lại Vienna, ông đã thực hiện loạt tác phẩm nghệ thuật cho bộ bách khoa toàn thư gồm 24 tập do Hoàng tử Rudolf khởi xướng và tài trợ như một bằng chứng về những thành tựu đế quốc mà ông ta đã đạt được (Kronprinzenwerk). Đây là một dự án xuất bản lớn được in bằng tiếng Đức và tiếng Hungary từ năm 1886 đến năm 1902 với tựa đề Chế độ quân chủ Áo-Hung bằng Ngôn từ và Hình ảnh. Các phần tiếp theo của tác phẩm được xuất bản rất lâu sau cái chết của Rudolf vào tháng 1 năm 1889. Các bức vẽ của Ajdukiewicz trong bộ bách khoa toàn thư đã mô tả các quốc gia, dân tộc và thiểu số khác nhau đại diện ở Áo-Hungary. Ông cũng đã vẽ loạt 12 bức tranh về cuộc đời của Tadeusz Kościuszko trong album nghệ thuật xuất bản năm 1892 của F. Bondy. Ông cũng thực hiện một bức chân dung đứng với kích thước thật của Hoàng tôn Franz Ferdinand trong vai một thợ săn (1913).

### Sự công nhận
Ajdukiewicz đã cho triển lãm các bức tranh của mình ở Kraków, Warsaw, Lwów, Vienna, Berlin, Munich và Prague. Tranh của ông đã nhận được các giải thưởng cao nhất tại các cuộc triển lãm nghệ thuật quốc tế bao gồm Huy chương Vàng ở Vienna và Huy chương Vàng hạng Nhì ở Berlin năm 1891, Huy chương Vàng hạng Nhì ở Vienna năm 1898 và Huy chương Bạc tại cuộc thi năm 1894 ở Lwów (Lemberg). Các tác phẩm của ông có thể được tìm thấy trong nhiều viện bảo tàng và phòng trưng bày nghệ thuật quốc gia trên khắp Ba Lan như Bảo tàng Quốc gia ở Warsaw, Kraków, Wrocław, các bộ sưu tập của nhà nước tại Lâu đài hoàng gia Wawel và Bảo tàng Thượng Silesia ở Bytom Ajdukiewicz là em họ thứ nhất của họa sĩ người Ba Lan Tadeusz Ajdukiewicz, người hơn ông chín tuổi. Ông mất ở Vienna năm 1917.
Tác phẩm sơn dầu chọn lọc
- Adolf Weisenberg
- Tới chợ
- Giải đấu
- 'Chân dung một người Đàn ông'

Mốt số hình ảnh trong cuốn Bách khoa toàn thư Kronprinzenwerk của Áo - Hung
- Thu hoạch
- Những người vùng cao
- Chuyến đi Giáng sinh
- Powislanie